# JR 미야마키역
JR 미야마키 역(일본어: JR三山木駅, じぇいあーるみやまきえき 제이아-루미야마키에키[*])은 일본 교토부 교타나베시에 위치한 서일본 여객철도의 역이다.

## 역 구조
섬식 승강장으로 1면 2선의 고가역이다. 승강장은 4량 편성을 수용할 수 있는 정도이지만 2010년 3월 14일 이후 8량 편성 정도를 수용할 수 있도록 승강장의 연장 공사가 진행 중이다. 고가역이지만 엘리베이터, 에스컬레이터가 설치되어 있지 않다. 역 구내에 화장실이 설치되어있지 않고, 역 앞에 공중 화장실이 설치되어 있다. 어번 네트워크의 일부로 이코카 및 제휴 IC 카드의 사용이 가능하다.

### 승강장
| 1 | ■ 갓켄토시 선 | (하행) | 시조나와테・교바시 방면      |
| 1 | ■ 갓켄토시 선 | (상행) | 기즈 방면 (아침 일부 열차만) |
| 2 | ■ 갓켄토시 선 | 상행   | 기즈 방면                    |

1면 2선 구조이고 승강장을 현재는 따로 이용하기 때문에 복선 구조로 오해되기 쉬우나 1번선은 상하행 본선, 2번선은 상하행 부선 형태로 엄연히 따지면 쌍단선 형태를 취하고 있으며 이 때문에 아침의 일부 상행 열차는 여전히 하행선이 사용하는 1번 승강장에 정차한다.

## 역사
- 1952년 12월 1일: 개업.
- 1987년 4월 1일: 민영화에 의해 서일본 여객철도의 소속이 되었다.
- 1997년 3월 8일: JR 미야마키 역으로 개칭하였다.
- 2002년 3월 16일: 기즈 방면으로 200m 떨어진 위치에 새로 고가역사를 지어 이전.
- 2003년 11월 1일: 이코카의 사용이 개시되었다.

## 인접정차역
| 서일본 여객철도 가타마치 선 | 서일본 여객철도 가타마치 선 | 서일본 여객철도 가타마치 선 |
| --------------------------- | --------------------------- | --------------------------- |
| 시모코마 기즈 방면          | ■ 갓켄토시 선               | 도시샤마에 교바시 방면      |